# Stylolophus
Stylolophus ist eine Gattung aus der ausgestorbenen und wenig erforschten Säugetierordnung der Embrithopoda, welche in die nähere Verwandtschaft der Rüsseltiere und Seekühe gehört und deren bekanntester Angehöriger das riesenhafte Arsinoitherium darstellt. Die Gattung trat zu Beginn des Unteren Eozäns vor rund 55 Millionen Jahren im nördlichen Afrika auf. Funde sind aus Marokko belegt und bestehen aus Schädelteilen und Gebissresten. Sie wurden in der bedeutenden Fossillagerstätte des Ouled-Abdoun-Becken entdeckt. Es handelt sich um den bisher kleinsten und ältesten Vertreter der Ordnung. Er weicht von anderen Mitgliedern der Gruppe neben der geringeren Körpergröße vor allem durch Zähne mit niedrigen Zahnkronen und weniger spezialisierten sowie ursprünglicheren Kauflächenmustern ab. Die Funde erhielten im Jahr 2018 ihre wissenschaftliche Erstbeschreibung. Es sind zwei Arten bekannt.

## Merkmale
Stylolophus war ein kleiner Vertreter der Embrithopoda. Anhand der Größe der Zähne wurde für kleinere Individuen ein Körpergewicht von 20 bis 40 kg ermittelt, für größere Tiere liegen die entsprechenden Werte bei 60 bis 128 kg bei einer geschätzten Körperlänge von 1 bis 1,5 m. Nachgewiesen sind bisher mehrere zerquetschte Schädel und Gebissfragmente. Für sie kann eine Gesamtlänge von 22 bei kleineren und 30 cm bei größeren Vertretern rekonstruiert werden. Erhalten sind mehr oder weniger die rostralen Abschnitte des Schädels. Der Mittelkieferknochen war hoch und lang und wahrscheinlich breit mit dem Nasenbein verbunden. Dadurch hatte der Oberkiefer wohl keinen Anteil am Naseninnenraum. Im Gegensatz zu Arsinoitherium bestand bei Stylolophus kein Kontakt zwischen dem Mittelkieferknochen und dem Stirnbein. Am Oberkiefer setzte der Jochbogen relativ dicht über der Zahnreihe an. Er begann etwa auf Höhe des zweiten und dritten Mahlzahns und somit etwas weiter zurückverlagert als bei Namatherium. Das Foramen infraorbitale öffnete sich oberhalb des zweiten oder dritten Prämolaren. Die Orbita lag mit ihrem vorderen Rand entsprechend beim vierten Prämolaren, was weiter vorversetzt ist als bei Namatherium und Arsinoitherium, aber in etwa der Lage bei Palaeoamasia entspricht. Durch das Nasenbein, das relativ langgestreckt war, zogen sich außerordentlich groß entwickelte Nasennebenhöhlen. Offensichtlich handelt es sich hier um homologe Bildungen zu den vorderen knöchernen Hörnern bei Arsinoitherium. Vom Unterkiefer sind weitgehend die vorderen Abschnitte bekannt, der aufsteigende Ast ist nur bruchstückhaft überliefert. Der horizontale Knochenkörper war relativ niedrig, variierte jedoch intraspezifisch. Die Symphyse am vorderen Ende reichte bis zum zweiten Prämolaren zurück. Ein einzelnes Foramen mentale lag unterhalb des zweiten Prämolaren und öffnete sich weit nach vorn gerichtet. Das Foramen mandibulae war schlitzförmig und deutlich hinter der Zahnreihe ausgebildet, allerdings in sehr niedriger Lage. Es führte in einem Winkel von rund 45° in den Knochen. Form, Position und Entwicklung ähneln stark Palaeoamasia.
Das Gebiss bestand aus der vollständigen Bezahnung der Höheren Säugetiere mit insgesamt 44 Zähnen. Es setzt sich aus je drei Schneidezähnen, einem Eckzahn, vier Prämolaren und drei Molaren je Kieferhälfte zusammen. Einzigartige Merkmale finden sich an den Schneidezähnen. So ragten die beiden inneren, unteren Schneidezähne schräg hervor, standen also procumbent, außerdem waren sie relativ groß. Zusätzlich wies der innerste Schneidezahn hier eine offene Wurzel auf, was als Anzeichen einer Hypertrophie mit hohen (hypsodonten) Zahnkronen gedeutet werden kann. Gelegentlich finden sich solche Merkmale noch bei Arsinoitherium, der Terminalform der Embrithopoda, in der Regel waren hier die Schneidezähne aber relativ klein. Die Molaren wiesen in Übereinstimmung mit anderen frühen Vertretern der Embrithopoda aus der Gruppe der Palaeoamasidae relativ niedrige (brachyodonte) Zahnkronen auf, im Gegenteil zu den entwickelteren Formen der Arsinoitheriidae. Wie bei allen Angehörigen der Embrithopoda kennzeichneten sie eine Kaufläche mit zwei quergestellten Zahnleisten (bilophodont). Bei Stylolophus war dieses Merkmal aber noch recht ursprünglich gestaltet. Das drückt sich darin aus, dass die beiden Haupthöcker der Wangenseite des Zahns (Para- und Metaconus) noch nicht so deutlich in Richtung der Zungenseite verschoben waren. Des Weiteren bestanden hier noch einzelne sekundäre Scherleisten zwischen diesen, wodurch das Ectoloph, die wangenseitige Schneidkante des Zahns, einen auffallend W-förmigen Verlauf aufzeigte. Das Merkmal wird als dilambdodont bezeichnet und kommt auch bei einigen unmittelbaren Vorläufern der Paenungulata wie Ocepeia und Abdounodus vor. Durch die nur wenig linguale Verschiebung von Para- und Metaconus bei Stylolophus waren die dortigen Höckerstrukturen wie der Pseudohypoconus und der Protoconus noch nicht so stark reduziert wie bei späteren Embrithopoda. Auch zeigten sich die vorderen Prämolaren noch nicht so deutlich molarisiert. Der jeweils zweite Prämolar wies im Unterkiefer nur eine Wurzel auf, im Oberkiefer dagegen zwei. Bei den beiden vorderen Molaren des Oberkiefers waren die Wurzeln unterhalb des Para- und des Protoconus jeweils getrennt.

## Fossilfunde

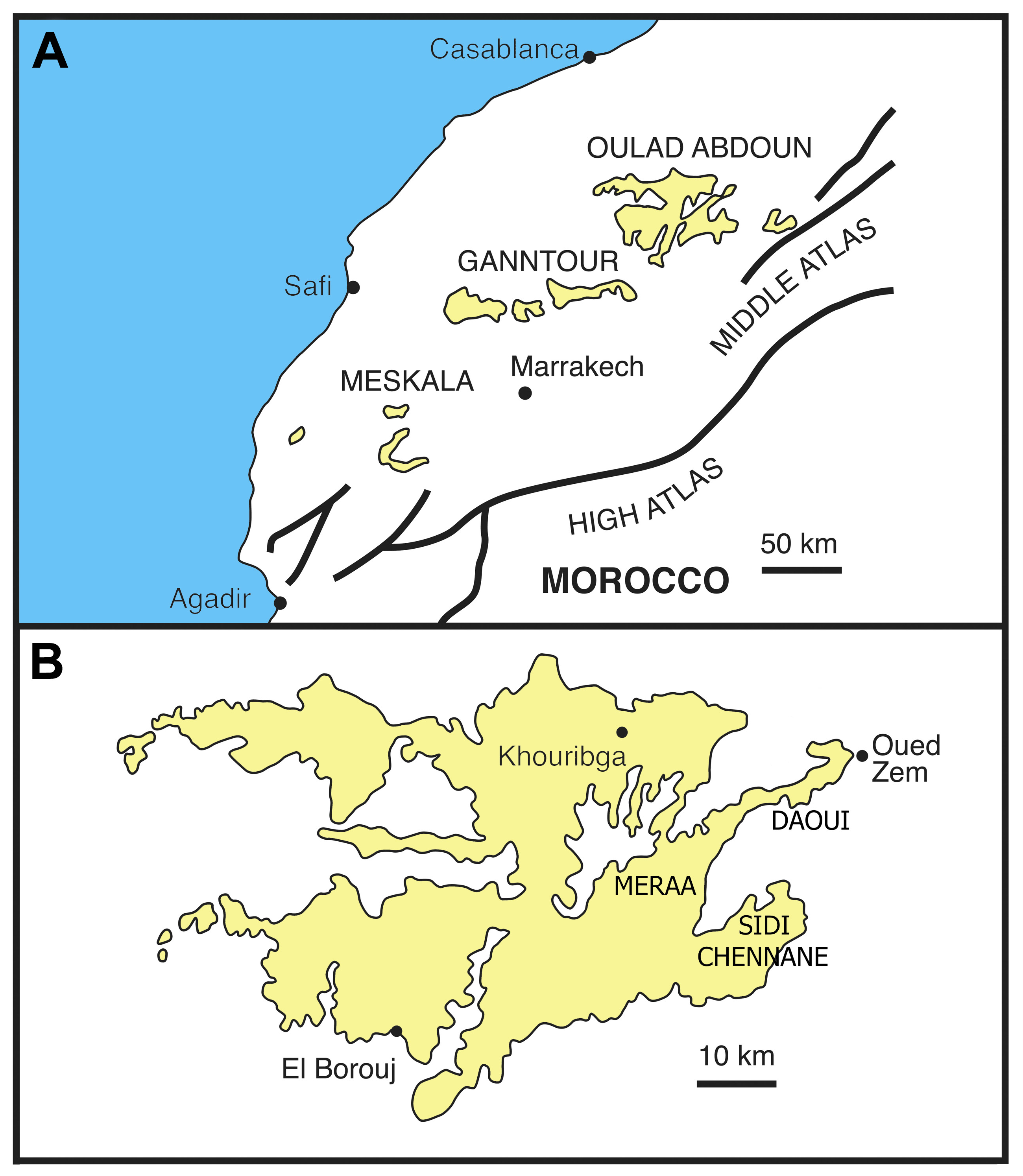
Das Ouled-Abdoun-Becken in Marokko

Das bisher bekannte Material von Stylolophus kam im Ouled-Abdoun-Becken in Marokko zum Vorschein. Das Becken erstreckt sich rund 70 km südlich von Casablanca und ist vor allem für seine reichhaltigen Phosphatablagerungen bedeutend. Diese hatten sich im Übergang von der Kreide zum frühen Paläogen gebildet. Die phosphathaltigen Sedimente erreichen von Nord nach Süd eine Mächtigkeit von 30 bis 300 m und decken einen Zeitraum von rund 25 Millionen Jahren ab (Maastrichtium bis Ypresium vor 72 bis 48 Millionen Jahren), allerdings sind sie nicht durchgehend ausgebildet. Die Ablagerungssequenzen des Ouled-Abdoun-Beckens gehören damit zu den umfangreichsten dieser Art im Bereich des ehemaligen Tethys-Ozeans. Als Bildungsmilieu kann ein relativ flaches und warmes Meer angenommen werden, das festlandsnah lag. Das sehr reichhaltige Fossilmaterial umfasst Meeresbewohner und zusätzlich auch Landwirbeltiere. Insgesamt sind bisher rund 330 Arten nachgewiesen, darunter zählen unter anderem die ältesten Reste känozoischer Säugetiere in ganz Afrika. Bekanntheit erlangte das Ouled-Abdoun-Becken unter anderem durch die hier auftretenden, urtümlichen Rüsseltiere, so etwa Eritherium, Phosphatherium und Daouitherium, die zu den frühesten Formen überhaupt gehören. Daneben kommen auch relativ ursprüngliche Säugetiere vor wie beispielsweise Ocepeia und Abdounodus, die den Afrotheria nahestehen. Der größte Teil der Fossilien wird beim Phosphatabbau gefunden. Dieser erfolgt in mehreren Minen, die sich über das Ouled-Abdoun-Becken verteilen.
Die Reste von Stylolophus wurden in verschiedenen Bereichen des Ouled-Abdoun-Beckens gefunden. Die für die Gattung definierenden Fossilien fanden sich im nordöstlichen Teil, genauer in Grand Daoui und Sidi Chennane. Sie lagerten dort im Bereich zwischen den sogenannten Bed I und Bed II (der Fundbereich wird genauer mit Intercalary phosphate beds II/I benannt), die sich wiederum oberhalb der sehr fossilreichen Ablagerungen des Paläozäns befinden. Der Fundabschnitt zeichnet sich durch einen phosphathaltigen Kalkstein aus, aus dem unter anderem Phosphatherium dokumentiert wurde. Möglicherweise lassen sich einzelne Funde auch direkt dem Bed I zuweisen, welches aus phosphathaltigen Sanden und Mergeln besteht. In beiden Fällen weisen die Funde eine Altersstellung am Beginn des Unteren Eozäns (Ypresium) vor rund 55 Millionen Jahren auf. Sie setzen sich aus einzelnen Schädelteilen und Gebissfragmenten zusammen. Weitere Fossilien sind in der gleichen Region gemacht worden, ihre genaue Fundlage ist aber unbekannt. Vermutlich kamen sie aus stratigraphisch etwas höheren Abschnitten zu Tage (Sillon A und Sillon B), die ebenfalls phosphatreiche Sande beinhalten und dem Ypresium angehören. Hierbei handelt es sich hauptsächlich um einen zerdrückten Schädel, der aus dem Schnauzenbereich und angrenzenden Teilen des Hirnschädels besteht.

## Paläobiologie
Anhand des Unterkiefers, der bisher nur für die kleineren Vertreter von Stylolophus belegt ist, sind unterschiedlich kräftig entwickelte Formen erkennbar. Bei einigen Exemplaren ist der horizontale Knochenkörper sehr niedrig mit einer Höhe von 1,8 bis 2,6 cm unterhalb des zweiten Mahlzahns. Andere wiederum sind bezogen auf das Merkmal um bis zu 29 % höher. Eventuell handelt es sich um einen Geschlechtsdimorphismus mit kräftigeren Unterkiefern bei männlichen Tieren.

## Systematik
Stylolophus ist eine Gattung aus der ausgestorbenen Gruppe der Embrithopoda. Die Embrithopoda traten im Eozän und im Oligozän in weiten Teilen des heutigen Afrikas und des westlichen Eurasiens auf. Sie waren aber weder besonders vielfältig noch sehr zahlreich. Allgemein handelt es sich um relativ groß gewachsene Tiere, ihr bedeutendster und bekanntester Vertreter ist das riesige Arsinoitherium, das zu seiner Zeit neben einigen Angehörigen der Rüsseltiere zu den größten landlebenden Säugetieren zählte. Als nächste Verwandte der Embrithopoda gelten die Rüsseltiere und die Seekühe, wofür unter anderem der nach hinten verlängerte und im Kontakt mit dem Stirnbein stehende Mittelkieferknochen spricht. Alle drei Gruppen zusammen bilden das übergeordnete Taxon der Tethytheria, die wiederum gemeinsam mit den Schliefern die Paenungulata formen. Letztere werden in die Überordnung der Afrotheria gestellt, eine der vier Hauptlinien innerhalb der Höheren Säugetiere.
Neben Stylolophus werden innerhalb der Embrithopoda sechs weitere Gattungen unterschieden, die sich auf zwei Familien verteilen: die Palaeoamasidae und die Arsinoitheriidae. Erstere sind ein eher urtümlicher Strang der Gruppe, der bisher nur aus dem eurasischen Teil der Verbreitung überliefert ist, in der Regel liegen aber nur Gebissreste vor. Die Arsinoitheriidae enthalten die moderneren Formen, unter anderem die Terminalform Arsinoitherium, die sich durch hochkronige Zähne auszeichnen. Sie sind weitgehend aus Afrika und von der Arabischen Halbinsel belegt. Stylolophus kann dabei innerhalb der Embrithopoda als besonders ursprünglich eingestuft werden, Hinweise darauf sind in der vergleichsweise geringen Körpergröße und den sehr niederkronigen Backenzähnen zu finden. Besonders die Gestaltung der Mahlzähne mit ihrem dilambdodonten Kauflächenmuster, den nur wenig wangenseitig abgewanderten Höckern und den kaum reduzierten Höckern der Zungenseite lassen eine frühe Abspaltung in der Stammesgeschichte der Embrithopoda vermuten. In phylogenetischen Untersuchungen steht Stylolophus daher als Schwesterform allen anderen Vertretern der Embrithopoda gegenüber. Basierend auf den ursprünglichen Merkmalen wurde für Stylolophus im Jahr 2020 die eigene Familie der Stylolophidae eingeführt.
Die Gattung Stylolophus wurde im Jahr 2018 von Emmanuel Gheerbrant und Forscherkollegen wissenschaftlich erstbeschrieben. Die Forschergruppe berief sich dabei auf das Fundmaterial aus dem Ouled-Abdoun-Becken in Marokko. Als Holotyp (Exemplarnummer OCP DEK/GE 668) wurde ein rechter Unterkiefer mit den Zahnwurzeln der ersten beiden Schneidezähne, den Alveolen des dritten Schneidezahns, des Eckzahns und des zweiten Prämolaren sowie dem enthaltenen ersten Prämolar und der vollständigen Zahnreihe vom dritten Prämolaren bis zum letzten Molaren ausgewählt. Die Länge der Molarenreihe beziffert sich bei dem Stück auf 38,5 mm. Zusammen mit weiteren Fundobjekten wie einem linken Unterkieferast und einem Teilschädel lässt es sich einem kleineren Individuum zuordnen. Gefunden wurde das Material im Bereich der Intercalary beds II/I. Der Gattungsname Stylolophus ist griechischen Ursprungs und setzt sich aus den Wörtern στῦλος (stýlos) für „Säule“ oder „Pfeiler“ und λόφος (lóphos) für „Hügel“ oder „Kamm“ zusammen, er bezieht sich auf die besondere Zahnstruktur der Oberkiefermolaren.
Innerhalb der Gattung werden zwei Arten geführt:
- S. major Gheerbrant, 2020
- S. minor Gheerbrant, Schmitt & Kocsis, 2018

S. minor bildet die Typusart von Stylolophus und wurde gleichzeitig mit der Gattung definiert. Außerdem ist es der ältere und kleinere Vertreter, dessen Molarenreihe am Schädel eine Länge von 40 mm erreicht. Darauf verweist auch das Artepitheton minor, das aus dem Lateinischen stammt und übersetzt „kleiner“ bedeutet. Der Schädelfund aus den höheren Lagen – wohl Sillon A oder Sillon B – des Ouled-Abdoun-Becken repräsentiert ein größeres Individuum. Die Länge der oberen Molarenreihe beträgt hier insgesamt 55,3 mm, was einen Unterschied von 30 bis 40 % zu S. minor ausmacht. Außerdem sind einzelne Unterschiede in den Zahnmerkmalen erkennbar. Die Erstautoren der Gattung vermuteten, dass es sich um eine weitere eigenständige Art handelt. Diese erhielt im Jahr 2020 mit S. major („größer“) ihren Namen.